# Back to Earth (Cat-Stevens-Album)
Back to Earth ist das elfte und letzte Studioalbum des 1948 geborenen Sängers und Songwriters Cat Stevens.

## Geschichte
Das 13. Album (inklusive Live- und Kompilationsalben) von Cat Stevens erschien im Dezember 1978. Das Album wurde von Cat Stevens bewusst als sein letztes aufgenommen. Im Dezember 1977 konvertierte er zum Islam und nannte sich Yusuf Islam; weiterhin wollte er sich vom Musikgeschäft und seinem Starruhm verabschieden. Aus vertraglichen Gründen musste er aber noch ein weiteres Album aufnehmen, so veröffentlichte Yusuf Islam Back to Earth unter seinem alten Künstlernamen Cat Stevens.
Der Sound vom Vorgängeralbum Izitso sollte nicht weitergeführt werden, deshalb reaktivierte Islam seinen Produzenten Paul Samwell-Smith und den Gitarristen Alun Davies, mit dem er auch zwei Titel komponierte, sowie Schlagzeuger Gerry Conway. Das musikalische Ergebnis ist mit früheren Aufnahmen von Cat Stevens zu vergleichen. Wie schon bei Izitso beinhaltet auch Back to Earth wieder zwei Instrumentalstücke, The Artist und Nascimento. Den Titel Last Love Song bezeichnete Yusuf Islam im Nachhinein (laut dem Begleitbuch zu On the Road to Find Out (Box Set)) als seinen Epilog.
Back to Earth war kein kommerzieller Erfolg, das Album platzierte sich nur in der Bundesrepublik Deutschland und den USA in den Top 40, was auch daran lag, dass Yusuf Islam keine Promotionarbeit für dieses Album machte. Als Singles erschienen Bad Brakes, New York Times, Last Love Song und Randy jeweils in verschiedenen Ländern.
Das Album wurde im Jahre 2001 in einer von Ted Jensen remasterten Version wiederveröffentlicht.

## Titelliste
1. Just Another Night – 3:49
2. Daytime (Stevens, Alun Davies) – 3:55
3. Bad Brakes (Stevens, Alun Davies) – 3:27
4. Randy – 3:12
5. The Artist – 2:32
6. Last Love Song – 3:27
7. Nascimento – 3:16
8. Father – 4:08
9. New York Times – 3:24
10. Never – 3:01

Alle Songs (außer Daytime und Bad Brakes) wurden von Cat Stevens geschrieben.